# Wolfsegg (Gemeinde Heidenreichstein)
Wolfsegg ist eine Ortschaft und gleichzeitig eine Katastralgemeinde der Stadtgemeinde Heidenreichstein im nordwestlichen Waldviertel mit 93 Einwohnern (Stand 1. Jänner 2024).

## Geographie
Wolfsegg grenzt an nachstehende Katastralgemeinden der Stadtgemeinde Heidenreichstein: Im Norden an Seyfrieds, im Westen an Haslau und im Süden an Guttenbrunn. Wolfsegg grenzt auch an die Katastralgemeinde Artolz in der Gemeinde Pfaffenschlag bei Waidhofen an der Thaya und an die Katastralgemeinde Edelprinz in der Gemeinde Waidhofen an der Thaya-Land. Am 1. April 2020 umfasste die Ortschaft 67 Adressen.
Die höchste Erhebung der Katastralgemeinde wird mit 593 m ü. A. angegeben.
In Wolfsegg befindet sich das Naturdenkmal „Steinernes Weib“. Es handelt sich um einen Felsblock mit einer Höhe von etwa 1,7 Metern und mit einer Dicke von rund 0,4 Metern. Der Stein ist an der Basis 1,2 Meter dick und verjüngt sich nach oben. Einer Sage zufolge soll eine Frau zur Strafe in einen Steinblock verwandelt worden sein, nachdem sie während der Fronleichnamsprozession Gras gesichelt hatte. Wahrscheinlicher ist allerdings eine Bearbeitung durch einen Steinmetz aus dem unmittelbar daneben befindlichen Steinbruch.

## Geschichte
Im Schremser Urbar von 1499 wird der Flurname Wolfsegkh als Grenzpunkt des Landesgerichtes Schrems bezeichnet. In Propsteiurbaren von 1523 und 1563 wird ein Gehölz mit der Bezeichnung Am Wolfseckh beim Hasselauerteiche genannt.
Die Ortschaft ist eine Streusiedlung aus dem 18. Jahrhundert, deren Höfe teilweise zur Herrschaft Heidenreichstein und zum Stift Zwettl untertänig waren. Ein Grenzstein auf dem Acker eines Bauern trägt die Jahreszahl 1720. Im Jahre 1784 wurde die Ortschaft als eigene Katastralgemeinde eingerichtet und der gleichzeitig wieder errichteten Pfarre Seyfrieds zugeordnet. Im Jahr 1822 wurde der Ort als Amt mit 35 Häusern genannt, das nach Seyfrieds eingepfarrt war, wohin auch die Kinder eingeschult wurden. Die Herrschaft Heidenreichstein besaß die Ortsobrigkeit, übte die Landgerichtsbarkeit aus, besorgte die Konskription und hatte die Grundherrschaft inne. Wolfsegg konstituierte sich 1850 gemeinsam mit Guttenbrunn als eigene Gemeinde. Im Jahre 1934 hatte sie 370 Einwohner, 1939 waren es 368 Einwohner. Laut Adressbuch von Österreich waren im Jahr 1938 in der Ortsgemeinde Wolfsegg zwei Gastwirte, ein Gemischtwarenhändler, ein Schneider, ein Schuster und ein Landwirt mit Direktvertrieb ansässig. Außerhalb des Ortes betreeb die Bau- und Terrain AG einen Steinbruch. Im Rahmen der Niederösterreichischen Kommunalstrukturverbesserung trat die damalige Ortsgemeinde Wolfsegg per 1. Jänner 1975 der Stadtgemeinde Heidenreichstein bei.